# Frank Mancuso Sr.
Frank G. Mancuso, né le 25 juillet 1933 à Buffalo (État de New York), fut le président et CEO de la société Paramount Pictures entre 1984 et 1991, puis il présida la MGM de 1993 à 1999, date de sa retraite. Il est toujours le président du conseil d'administration des réalisateurs de Motion Picture and Television Fund.
Il a notamment écrit et produit des épisodes de la série télévisée Vendredi 13. Il est le père de Frank Mancuso Jr., le créateur de cette même série et vit actuellement à Los Angeles avec son épouse.

## Filmographie sélective

### Comme producteur
- 1981 : Le Tueur du vendredi (Friday the 13th Part 2) de Steve Miner (producteur associé)
- 1982 : Meurtres en 3 dimensions (Friday the 13th Part III, titre québécois Vendredi 13 - Le tueur du vendredi II) de Steve Miner
- 1983 : The Man Who Wasn't There de Bruce Malmuth
- 1984 : Vendredi 13 : Chapitre final (Friday the 13th: The Final Chapter) de Joseph Zito
- 1985 : Vendredi 13, chapitre 5 : Une nouvelle terreur (Friday the 13th: A New Beginning) de Danny Steinmann (producteur exécutif)
- 1986 : Week-end de terreur (April Fool's Day) de Fred Walton
- 1987 : Back to the Beach de Lyndall Hobbs
- 1987-1990 : Vendredi 13 (Friday the 13th, producteur délégué de 72 épisodes) de Frank Mancuso Jr.
- 1988 : À la vie à la mort (Permanent Record) de Marisa Silver
- 1990 : Affaires privées (Internal Affairs) de Mike Figgis (producteur et acteur)
- 1991 : Elle et lui (He Said, She Said) de Ken Kwapis et Marisa Silver
- 1991 : Body Parts de Eric Red
- 1992 : Cool World (titre québécois Le Monde de Cool) de Ralph Bakshi
- 1995 : La Mutante (Species, titre québécois Espèces) de Roger Donaldson
- 1996 : Liens d'acier (Fled, titre québécois Fuir) de Kevin Hooks
- 1997 : Hoodlum (ou Les Seigneurs de Harlem, titre québécois Truand) de Bill Duke
- 1998 : La Mutante 2 (Species II, titre québécois Espèces II) de Peter Medak
- 1998 : Ronin de John Frankenheimer
- 1999 : Stigmata (titre québécois Stigmates) de Rupert Wainwright
- 2002 : New Best Friend (titre québécois Amitié dangereuse) de Zoe Clarke-Williams
- 2005 : Adieu Cuba (The Lost City, titre québécois La Cité perdue) de Andy García (producteur délégué)
- 2006 : Crossover de Preston A. Whitmore II (producteur et producteur délégué)
- 2007 : I Know Who Killed Me (titre québécois Je sais qui m'a tuée) de Chris Sivertson